# Colibri ardent
Selasphorus ardens
Espèce
Statut de conservation UICN

 EN C2a(i,ii) : En danger
Statut CITES
Le Colibri ardent (Selasphorus ardens) est une espèce d'oiseau de la famille des Trochilidae.

## Distribution

répartition

Cet oiseau est endémique du Panama.

## Référence
(en) « Neotropical Birds Online », Cornell Lab of Ornithology, 25 juillet 2011